# Peckia stahli
Peckia stahli är en tvåvingeart som först beskrevs av Carroll William Dodge 1966.  Peckia stahli ingår i släktet Peckia och familjen köttflugor. Inga underarter finns listade i Catalogue of Life.